# Derült égből fasírt (film)
A Derült égből fasírt (eredeti cím: Cloudy with a Chance of Meatballs) 2009-ben bemutatott amerikai 3D-s számítógépes animációs film, amelynek a rendezői és írói Phil Lord és Christopher Miller. Az animációs játékfilm producere Pam Marsden. A zenéjét Mark Mothersbaugh szerezte. A mozifilm a Sony Pictures Animation gyártásában készült, a Columbia Pictures forgalmazásában jelent meg. Műfaja sci-fi filmvígjáték.
Amerikában 2009. szeptember 12-én, Magyarországon 2009. szeptember 24-én mutatták be a mozikban.

## Cselekmény
Flint Lockwood gyerekkora óta feltaláló szeretett volna lenni. Számtalan dolgot készített, melyek mind katasztrófát okoztak. A kisváros, ahol él, Halfalva régen szardínia konzervgyárat üzemeltetett, de a csökkenő kereslet miatt a gyárat be kellett zárni. A polgármester szardínia stílusú vidámparkot építtet hogy fellendítse a helyi turizmust. Flint Lockwood olyan gépet épít, ami víz betöltésével ételt készít, de a beüzemeléssel földig rombolja a vidámparkot, a masina pedig az égbe száll. Színes felhők jelennek meg az égen, melyekből készétel hullik. Az ételeső hamar népszerűvé teszi Halfalvát, amit a polgármester át is keresztel Nyalva-falvára. A helyből népszerű turista-úticél lesz, ahová luxushajókkal érkeznek az emberek, de a megnyitó ünnepség katasztrofális véget ér. Súlyos ételviharok kezdenek lesújtani az egész világra. A katasztrófát csak úgy lehet megállítani, ha Flint és barátai elrepülnek az ételgyártó géphez és kikapcsolják.

## Szereplők
| Szereplő                    | Eredeti hang        | Magyar hang      |
| --------------------------- | ------------------- | ---------------- |
| Flint Lockwood              | Bill Hader          | Hevér Gábor      |
| Sam Sparks                  | Anna Faris          | Kovács Patrícia  |
| Tim Lockwood                | James Caan          | Barbinek Péter   |
| Bébi Brent                  | Andy Samberg        | Minárovits Péter |
| Shelbourne polgármester     | Bruce Campbell      | Csankó Zoltán    |
| Earl Devereaux              | Mr. T               | Szabó Győző      |
| Cal Deveraux                | Bobb’e J. Thompson  | Penke Soma       |
| Manny                       | Benjamin Bratt      | Szacsvay László  |
| Steve                       | Neil Patrick Harris | Seszták Szabolcs |
| Patrick Patrickson          | Al Roker            | Tarján Péter     |
| Fran Lockwood               | Lauren Graham       | Németh Kriszta   |
| Joe Towne                   | Will Forte          | Borbiczki Ferenc |
| Regina Devereaux            | Angela Shelton      | Kocsis Mariann   |
| Időjárás-csatorna producere | Neil Flynn          | Csuja Imre       |

További magyar hangok: Bogdán Gergő, Garai Róbert, Móni Ottó, Pálfai Péter, Potocsny Andor, Sági Tímea, Sturcz Attila, Szuchy Péter

## Televíziós megjelenések
- HBO, HBO Comedy / HBO 3, HBO 2, Super TV2, PRIME, Mozi+, Kiwi TV, Chili TV
- Cool, Film+, RTL Klub, RTL II